# Нараївська бучина
Нара́ївська бучи́на — ботанічна пам'ятка природи місцевого значення в Україні.

## Розташування
Зростає на північний захід від села Рогачин Тернопільського району Тернопільської області, у кварталі 33, виділі 12 Нараївського лісництва державного підприємства «Бережанське лісомисливське господарство», у межах лісового урочища «Нараївська Дача».

## Відомості
Площа — 5 га. Оголошена об'єктом природно-заповідного фонду рішенням виконкому Тернопільської обласної ради № 449 від 15 червня 1964 року, зі змінами, затвердженими рішенням Тернопільської обласної ради від 18 березня 1994 року. Перебуває у віданні Тернопільського обласного управління лісового та мисливського господарства. 
Під охороною — залишки букового лісу віком понад 120 років. Має науково-пізнавальну та естетичну цінність. 
До складу території пам'ятки природи «Нараївська бучина» входить ботанічна пам'ятка природи місцевого значення «Бук лісовий (1 дерево)».